# Poďousy
Poďousy je malá vesnice, část obce Bečváry v okrese Kolín. Poďousy je také název katastrálního území o rozloze 1,44 km2.

## Poloha
Poďousy se nachází v jižní části okresu Kolín při křížení komunikací (místní název „U ruky“) II/125 (Uhlířské Janovice (10 km) – Kolín (12 km)) a silnice I/2 (Kutná Hora (12 km) – Praha (50 km)). Nejbližší železniční zastávka se nachází 2 km SZ v Pučerech (trať č. 114 Kolín – Ledečko).

## Přírodní podmínky
Poďousy se svou polohou i svým nízkým rozmezím nadmořských výšek 335 m n. m. (rybník Mlýnek) až 371 m n. m. (vrchy Visálky a Kamenný vrch) řadí do jižní části úrodné Polabské nížiny. Největší plochu tak zabírá orná půda přerušovaná z části zastavěným územím a menšími (povětšinou jehličnatými) lesíky.

## Historie
První písemná zmínka o vsi s názvem Poděhusy (Paďousy) je z roku 1265, kdy se vzpomíná Jaroš z Poděhus, který pravděpodobně založil tvrz na místě dnešního zámku v nedaleké vsi Červený Hrádek (Bečváry). Součástí červenohrádeckého panství byly Poďousy do roku 1677, kdy je koupil Adolf Vratislav ze Šternberka. Ten je připojil ke svému zásmuckého panství, ke kterému patřily až do roku 1848.
V letech 1869–1880 byla vesnice součástí obce Pučery, v letech 1890–1950 samostatnou obcí a od roku 1961 se vesnice stala součástí obce Bečváry.

### Exulanti
Z Poďous nedaleko Kouřimi v době rekatolizace prokazatelně uprchl Jiřík Kulhavý. V roce 1752 emigroval s Marií Placnochovou, vdovou. V Rejstříku duší matriky městečka Münsterberg v pruském Slezsku stojí, že přišli na Sv. Ducha roku 1752 a vydávali se za manžele pod jinými jmény (Matěj a Kateřina Fořtovi). Mladé lidi ale trápilo svědomí, přiznali se a dne 15.4.1753 byli v Münsterbergu oddáni. Pohoršení obyvatelé města tuto událost nenechali zapomenout, proto se manželé Kulhaví v roce 1755 odhlásili z luterského sboru a s dětmi Janem (*25.4.1752) a Jakubem (*22.1.1754) odešli neznámo kam. 

## Obyvatelstvo
| Rok            | 1869 | 1880 | 1890 | 1900 | 1910 | 1921 | 1930 | 1950 | 1961 | 1970 | 1980 | 1991 | 2001 | 2011 | 2021 |
| -------------- | ---- | ---- | ---- | ---- | ---- | ---- | ---- | ---- | ---- | ---- | ---- | ---- | ---- | ---- | ---- |
| Počet obyvatel | 185  | 229  | 204  | 176  | 145  | 158  | 141  | 117  | 142  | 133  | 118  | 81   | 97   | 97   | 132  |
| Počet domů     | 29   | 31   | 30   | 32   | 30   | 30   | 31   | 29   | 32   | 31   | 31   | 25   | 26   | 32   | 53   |

## Další fotografie

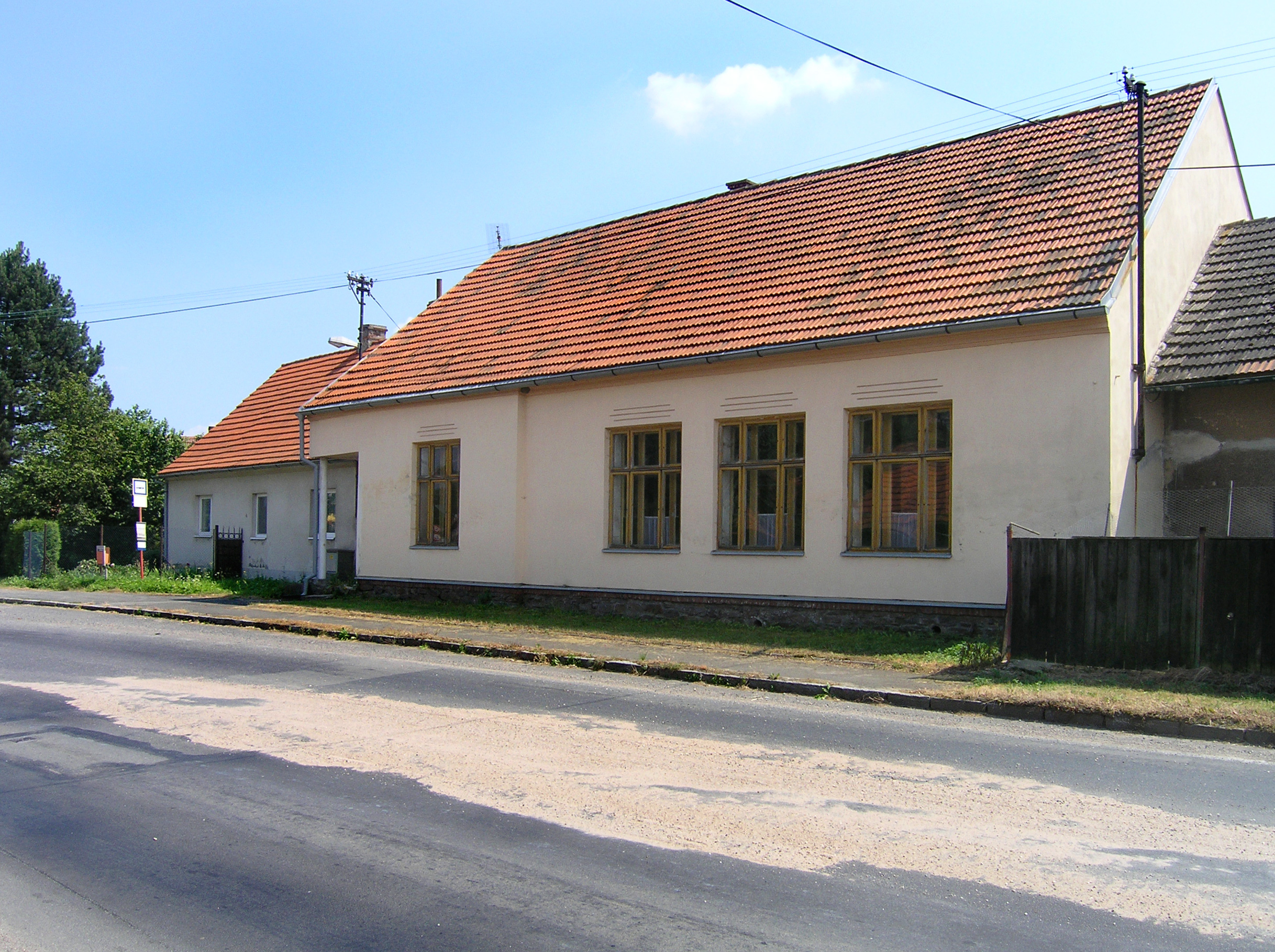
Budova bývalé školy
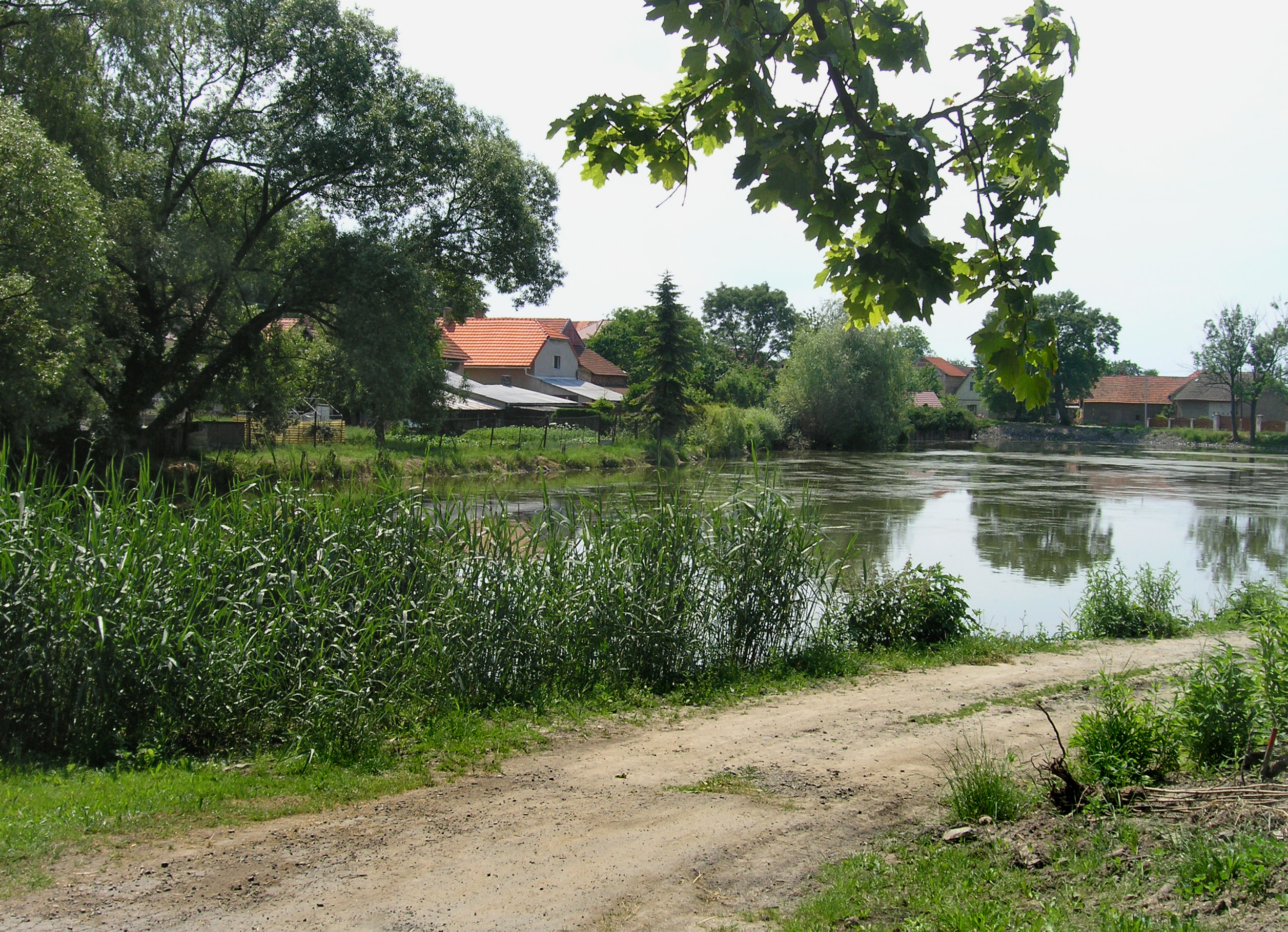
Rybník